# Biskaje
Biskaje (Baskisch: Bizkaia, Spaans: Vizcaya) is een provincie van Spanje en maakt deel uit van de regio Baskenland. Het is bovendien een van de zeven traditioneel-historische regio's van Baskenland. Het grenst aan de regio's Cantabrië en Castilië en León, en aan de Baskische provincies Gipuzkoa en Álava. Ten noorden van Biskaje ligt de Golf van Biskaje. Biskaje heeft 1.153.635 inwoners (2021).
De hoofdstad en tevens grootste stad van Biskaje is Bilbao. Ook bevindt zich in Biskaje de stad Guernica, de traditionele Baskische hoofdstad en slachtoffer van het beruchte luchtbombardement tijdens de Spaanse Burgeroorlog. Vergeleken met de rest van Spanje heeft Biskaje een gematigd klimaat.

## Bestuurlijke indeling
De provincie Biskaje bestaat uit 7 comarca's die op hun beurt uit gemeenten bestaan. De comarca's van Biskaje zijn:
- Arratia-Nervión
- Busturialdea
- Durangaldea
- Encartaciones
- Gran Bilbao
- Lea-Artibai
- Uribe

Zie voor de gemeenten in Biskaje de lijst van gemeenten in provincie Biskaje.

## Demografische ontwikkeling
Bron: INE
Opm: Bevolkingscijfers in duizendtallen